# Witstaartmangoeste
De Witstaartmangoeste (Ichneumia albicauda) is een roofdier uit de familie van mangoesten (Herpestidae).

## Kenmerken
Ze hebben een lengte van 100-120 cm, inclusief de staart van 35-50 cm en een schouderhoogte van 25 cm. De mannetjes wegen ongeveer 5 kg en de vrouwtjes 4 kg. De kleur van de langharige vacht is geelgrijs tot donkergrijs met een altijd witte staart.

## Leefwijze
Ze eten voornamelijk insecten, maar ook kikkers, muizen, slangen, vogels, wormen en af en toe fruit. Het is een nachtdier, dat zich overdag schuilhoudt in holen en rotsspleten.

## Verspreiding en leefgebied
Ze leven in Afrika, in het gebied onder de Sahara, alsmede zuidelijk Arabië.

## Voortplanting
Na een draagtijd van 60 dagen worden 1 tot 4 jongen geboren. Ze leven gemiddeld 12 jaar.